# 郭火你赤
郭火你赤（?—?），元朝反元起事军领袖，益都路（治今山东省青州市）人。
郭火你赤应为汉人，郭姓，取了蒙古名字，是益都濒海的盐贩。元顺帝至正四年（1344年）七月，郭火你赤聚众反元作乱。八月，郭火你赤从山东转战到太行山上，从陵川（今山西省陵川县）入壶关（今山西省壶关县），至广平路（治今河北省邯郸市永年区），杀元朝的兵马指挥，再回到益都。